# Hohe Warte
Hohe Warte (italsky Monte Coglians, 2780 m n. m.) je hora v Karnských Alpách na rakousko-italské státní hranici. Italská část leží na území regionu Furlansko-Julské Benátsko, rakouská na území spolkové země Korutany. Je to nejvyšší hora nejen Karnských Alp, ale i celého regionu Furlansko-Julské Benátsko. Jako první vystoupil na vrchol 30. září 1865 rakouský lezec Paul Grohmann. Hora je tvořena vápenci.